# Шанхайське комюніке
Спільне комюніке Сполучених Штатів Америки і Китайської Народної Республіки, або Шанхайське комюніке 1972 року — важливий дипломатичний документ, опублікований Сполученими Штатами Америки і Китайською Народною Республікою 27 лютого 1972 року за підсумками зустрічі Річарда Ніксона із керівництвом комуністичного Китаю 21-28 лютого 1972 року.
Шанхайське комюніке стало важливим кроком на шляху до нормалізації відносин США і КНР, а також свідчило про зміну геополітичного балансу сил Холодної війни.

## Передумови
Протягом Громадянської війни в Китаї Сполучені Штати Америки підтримували партію Гоміндан під керівництвом Чан Кайші. Після перемоги у війні комуністичного руху під керівництвом Мао Цзедуна та евакуації військ Гоміндану на Тайвань США продовжували визнавати гомінданівський уряд єдиним законним політичним представником Китаю.
Протягом наступних двох десятиліть саме представник Китайської Республіки виконував функції постійного представника Китаю у Раді Безпеки ООН.
Символом ідеологічного протистояння стала відмова державного секретаря США Джона Фостера Даллеса потиснути руку прем'єру КНР Чжоу Еньлаю під час Женевської конференції 1954 року.
У 1954-1955 та 1958 роках сталися дві кризи в Тайванській протоці, де США виступили проти спроб тиску КНР на тайванський уряд.
Станом на момент візиту Річарда Ніксона в 1972 році між США та КНР протягом більш ніж двадцяти років були відсутні дипломатичні відносини, а жоден з Президентів США ніколи не зустрічався із головою КНР.
Зустріч проходила на тлі погіршення відносин КНР із СРСР, зокрема у березні 1969 року між країнами стався прикордонний конфлікт на острові Даманський.

## Зміст документу
Остаточний текст Шанхайського комюніке був оприлюднений 28 лютого 1972 року.
Структура документа містить позиції кожної зі сторін з найбільш проблемних питань між ними, а також спільні узгоджені позиції з конкретних питань.
У тексті комюніке сторони зазначили, що жодна з них не прагне гегемонії в Азійсько-Тихоокеанському регіоні й вони виступають "проти спроб будь-якої третьої країни або групи країн встановити таку гегемонію". Передусім таке формулювання було направлене на протистояння геополітичним амбіціям СРСР у Південно-Східній Азії.
США також визнавали принцип "одного Китаю", вказуючи, що "китайці по обидва береги Тайванської протоки виходять з того, що існує лише один Китай, і що Тайвань є частиною Китаю". Утім, комюніке не містило вказівок щодо способів та засобів майбутнього об'єднання Китаю. Китайська сторона відмовилася включити умову щодо відмови від збройного вирішення конфлікту й використання лише мирних засобів урегулювання. Американці при цьому фактично зберігали свою військову присутність на Тайвані.
Окрім того, сторони домовились щодо курсу на подальше поглиблення двосторонніх відносин, зокрема нормалізацію дипломатичних відносин і розвиток торгівельних та економічних відносин.

## Наслідки
Шанхайське комюніке стало першим кроком на шляху до повноцінного відновлення двосторонніх відносин США і КНР, а також сприяло виходу КНР з міжнародної ізоляції. 1975 року відбувся візит до Китаю Президента США Джеральда Форда. У 1979 році були відновлені повноцінні дипломатичні відносини між країнами. Протягом наступних десятиліть відбулося значне зростання товарообігу між країнами, у результаті чого США стали найбільшим торгівельним партнером КНР і навпаки.
Шанхайське комюніке також знаменувало остаточний розрив союзних відносин між КНР і СРСР та заклало основи спільному протистоянню політиці СРСР з боку КНР і США, що значним чином обумовило остаточну поразку СРСР у Холодній війні.

## Цитати
|                                 | Союзи формувались на значно слабшому фундаменті. Незважаючи на весь фразеологічний педантизм, комюніке завершувалося приголомшливим висновком. Супротивники ще трохи більш ніж півроку тому оголошують про спільну боротьбу проти будь-якої подальшої експансії радянської сфери впливу. Сталася справжня революція у дипломатії, оскільки наступним кроком неминуче ставало обговорення стратегії протистояння радянським амбіціям. |
| — Генрі Кіссінджер, "Про Китай" | |